# Desmodontini
Desmodontini – plemię ssaków z podrodziny wampirów (Desmodontinae) w obrębie rodziny liścionosowatych (Phyllostomidae).

## Rozmieszczenie geograficzne
Plemię obejmuje gatunki występujące w Ameryce.

## Podział systematyczny
Do plemienia należą następujące rodzaje:
- Desmodus zu Wied-Neuwied, 1826 – wampir – jedynym żyjącym współcześnie przedstawicielem jest Desmodus robustus (É. Geoffroy Saint-Hilaire, 1810) – wampir zwyczajny
- Diaemus G.S. Miller, 1906 – wampirzec – jedynym przedstawicielem jest Diaemus youngi (Jentink, 1893) – wampirzec białoskrzydły